# 舍韦尼城堡
舍韦尼城堡（法語：Château de Cheverny，法語發音：[ʃɑto də ʃəvɛʁni]；也譯雪瓦尼城堡）是卢瓦尔河谷城堡群中的一座城堡，位于法国卢瓦-谢尔省布卢瓦区的舍韦尼。現在的城堡修建於1624年至1630年期間。
舍韦尼城堡是比利时漫画家埃尔热所著《丁丁历险记》中“慕兰萨城堡”的灵感来源。 

## 外部連結
- Castle homepage* （页面存档备份，存于） at the Castle
- Photos of Cheverny

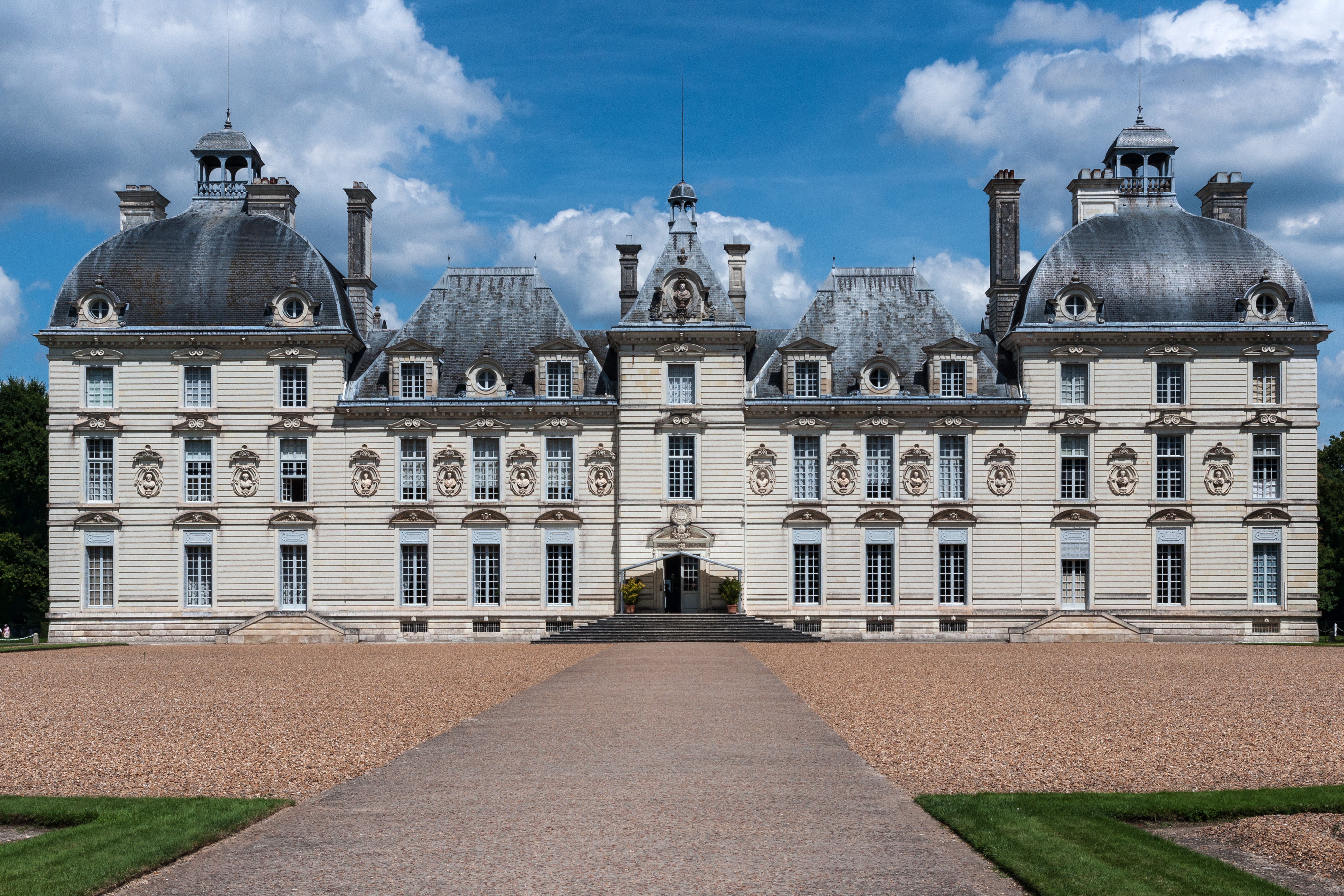
舍韦尼城堡

- Photos of Château de Cheverny and other Loire castles（页面存档备份，存于）

47°30′01″N 1°27′29″E / 47.50028°N 1.45806°E